# 2000 CE2
2000 CE2 är en asteroid i huvudbältet som upptäcktes 2 februari 2000 av den japanska astronomen Takao Kobayashi vid Ōizumi-observatoriet.
Asteroiden har en diameter på ungefär 8 kilometer.